# Ibbenbürener Kirmes

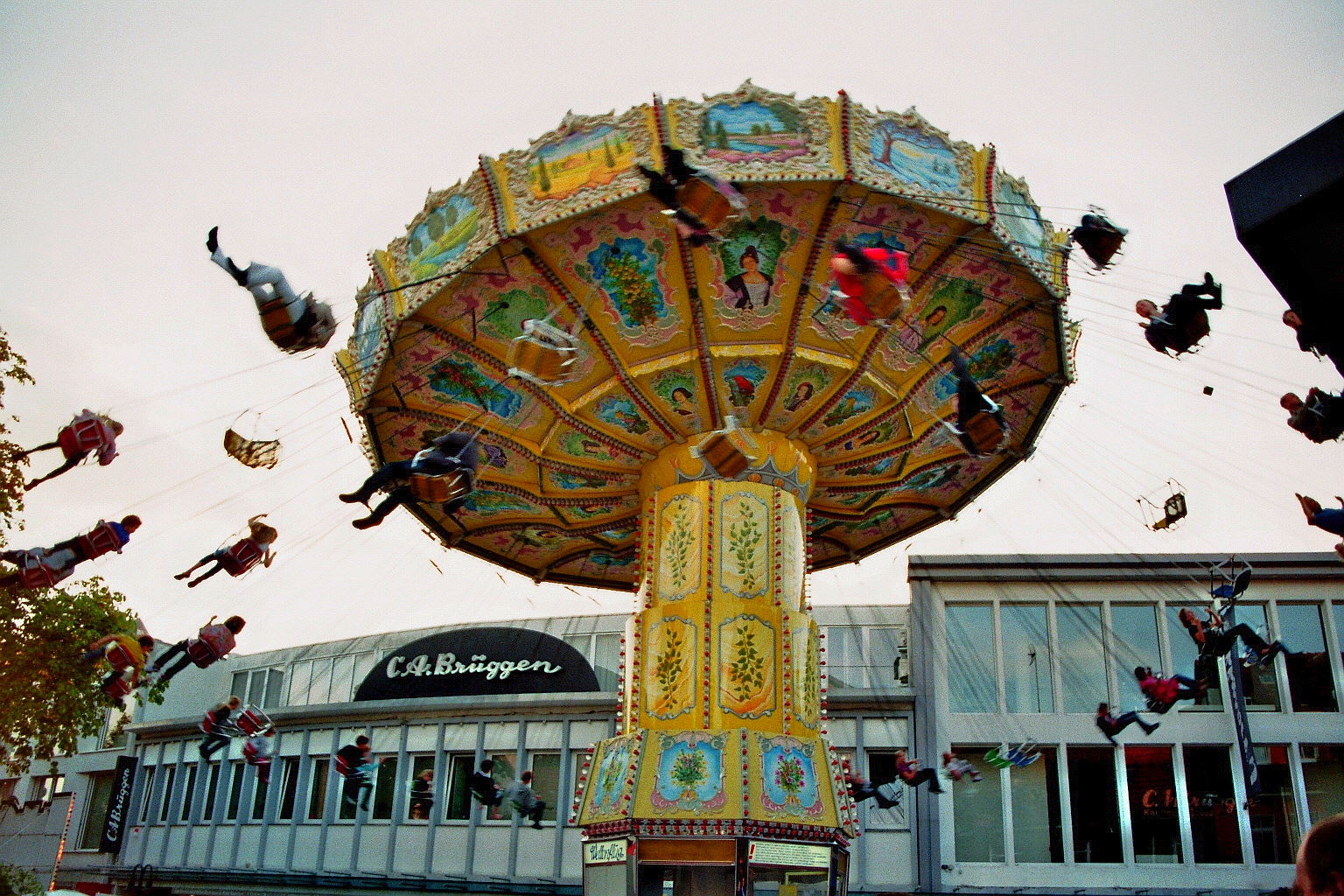
Wahrzeichen der Kirmes – Das Kettenkarussell in der Bachstraße

Die Ibbenbürener Kirmes ist ein Volksfest in Ibbenbüren, das jährlich am ersten Wochenende im September stattfindet. Es ist die drittgrößte Innenstadtkirmes in Nordrhein-Westfalen und das größte Volksfest im Tecklenburger Land. Jedes Jahr besuchen um die 300.000 Menschen das Fest.

## Geschichte
Die urkundlich erste Erwähnung der Ibbenbürener Kirmes ist aus dem Jahre 1742. Ab dem Jahr 1744 lässt sich das Volksfest lückenlos nachweisen. Neben der eigentlichen Ibbenbürener Kirmes im September gibt es die Frühjahrskirmes oder auch Osterkirmes in Ibbenbüren. Diese Frühjahrskirmes wird jedoch hinsichtlich ihrer Größe und Besucherzahl von der Herbstkirmes, der „echten“ Ibbenbürener Kirmes, weit in den Schatten gestellt. Traditionell wird die Ibbenbürener Kirmes am ersten Wochenende im September gefeiert.
In früheren Zeiten fand am Freitagmorgen vor Beginn der eigentlichen Kirmes ein großer Viehmarkt statt. In den späteren Morgenstunden verlagerte sich das Geschehen hin zu Darbietungskünstlern und Artisten. Der Samstag war als Familientag vorgesehen und der Sonntag der eigentliche Kirmestag. Nur während des Ersten und des Zweiten Weltkriegs wurde aufgrund des Kriegszustands auf eine Kirmes verzichtet. 2020 musste die Kirmes wegen der COVID-19-Pandemie in Nordrhein-Westfalen abgesagt werden.

## Heute
Der jeweilige amtierende Bürgermeister eröffnet die Kirmes am Freitagmorgen mit dem traditionellen Fassanstich. Als größtes Ereignis im Tecklenburger Land ist es Brauch, dass auch Vertreter der Nachbarorte anwesend sind. Der Freitagnachmittag ist für Senioren ausgelegt.
Am Montagabend endet die Kirmes traditionell mit einem Feuerwerk vom Turm der Kaufmännischen Schulen Tecklenburger Land.

### Fahrgeschäfte
Viele Fahrgeschäfte haben noch nach vielen Jahren ihren angestammten Platz, den sie seit Jahrzehnten besetzen. Wahrzeichen der Ibbenbürener Kirmes sind das Kettenkarussell, das an der Kreuzung Bachstraße/Münsterstraße steht und auch das „Rendezvous“ direkt vor dem Rathaus (seit 1969).
Eine Auswahl von Fahrgeschäften der letzten Jahre:
- Autoscooter
- Breakdance
- Geisterbahn
- Musik Express
- Propeller
- Ranger
- Riesenrad Around the World von Cornelius aus Wallenhorst mit einer Höhe von 44 m.
- Wildwasserbahn

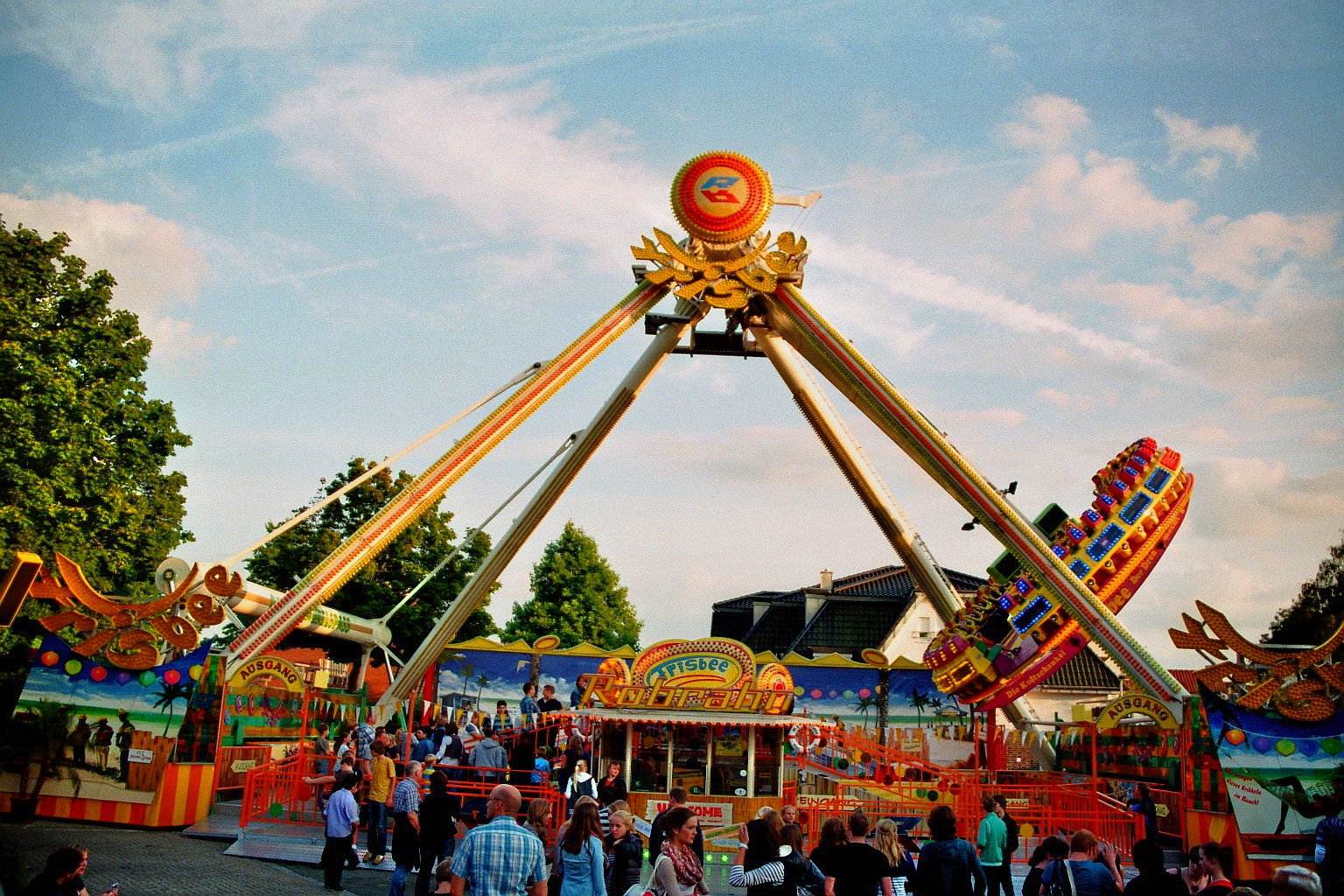
Fahrgeschäft Frisbee an der Weberstraße

Eine Besonderheit stellte das Fahrgeschäft Frisbee dar. Einige Jahre lang existierte sogar ein Frisbee-Fanclub. Mit dem Verkauf des Fahrgeschäfts endete die Kirmestradition. Die Anzahl der Schausteller beträgt um 250 (Stand: 2008).

## Weitere große Volksfeste im Umland
- Maiwoche, Osnabrück
- Stoppelmarkt, Vechta
- Brockumer Markt, Brockum
- Send, Münster